# Хранителни вещества
Хранителните вещества представляват вещества, които поети чрез храната, организмът може да използва за задоволяване на енергийните си нужди или за производство на тъкани.

## Видове хранителни вещества
Основните хранителни вещества са белтъчините, мазнините, въглехидратите, водата, минералите и витамините.

### Белтъчини
Основната функция на белтъчините е изграждане на мускулната тъкан. Източници на белтъчини са:
- Млякото и млечните продукти.
- Месото и месните продукти.
- Яйца.
- Бобови зърнени храни.

### Мазнини
Основната функция на мазнините е усвояване на някои витамини и осигуряване на енергия. Източници на мазнини са:
- Животински продукти
- Ядки и семена
- Растителни и животински масла

### Въглехидрати
В зависимост от химичната си структура въглехидратите се делят на две големи групи: монозахариди и олигозахариди. Колкото по-„проста“ е структурата на един въглехидрат, толкова по-бързо се реабсорбира от тънките черва. И обратното: колкото по-„сложен“ е един въглехидрат, толкова по-бавен е процеса на храносмилане и усвояване. В случая скоростта на усвояване е от значение, защото колкото по-бърз е този процес, толкова по-бързо се покачват нивата на кръвна захар и инсулин. Основната функция на въглехидратите е да осигуряват енергия за жизнените процеси на организма. Източници на въглехидрати са:
- Хляб и хлебни изделия
- Житни зърнени храни
- Бобови зърнени храни
- Плодове и плодови сокове
- Мед и захарни изделия

### Вода
Всеки жив организъм съдържа голямо количество вода. Тя разтваря веществата в клетките, при което става възможно протичането на химични реакции между тях. Също така водата е необходима и като разтворител на веществата в състава на кръвта, при което последната може да ги разнесе по цялото тяло. Основните начини за приемане на вода в организма са два – директно или чрез храната.

### Минерали
Минералите представляват значителна част от организма ни. Те действат като катализатори за много биологични реакции в тялото, включително мускулните реакции, предаване на импулси на нервната система, производство на хормони, храносмилане и усвояване на хранителните вещества от храните. Минералите взаимодействат с витамините, за да ги направят ефективни и полезни. Някои минерали действат като антиоксиданти, т.е. унищожават свободните радикали, които предизвикат преждевременно остаряване и болести като рак, сърдечни заболявания и други клетъчни увреждания.
В зависимост от количеството в което се съдържат в организма, минералите се разделят на микроелементи и макроелементи.

#### Микроелементи
Микроелементите са минерали, които се срещат в много малки, микроскопични количества в организма. Основните микроелементи са: кобалт, хром, мед, флуор, йод, желязо, манган, молибден, селен, сяра и цинк.

#### Макроелементи
Макроелементите са химични елементи, които се срещат в голямо количество в организма. Към тази група спадат минералите: калий, калций, натрий, фосфор, магнезий и хлор. Te се съхраняват в костите и мускулната тъкан.

### Витамини
Витамините са необходими в много малки количества за нормалното протичане на жизнените процеси в организма. Представляват органични вещества, които участват в синтезата или в активирането на клетъчните ензими. Витамините биват два вида според разтворимостта:
- мастноразтворими – за тяхното усвояване трябва да има мазнини. Такива витамини са А, Е, D и K
- водоразтворими – B и C